# Petroglyphs Provincial Park
Der Petroglyphs Provincial Park ist ein 16,43 km² großer Provinzpark in der kanadischen Provinz Ontario. Der Cultural Heritage Class liegt im Südosten der Provinz in der Township North Kawartha, im Peterborough County.

## Anlage
Der Park liegt am südlichen Rand des Kanadischen Schildes, einige Kilometer nördlich des Stony Lake, der zu den Kawartha Lakes gehört. Die nächstgrößere Stadt ist Peterborough, etwa 50 Kilometer südwestlich des Parks.
Mit dem McGinnis Lake findet sich eines von nur wenigen meromiktischen Gewässern in Nordamerika im Park.

## Geschichte
Der Park wurde im Jahr 1976 eingerichtet. Er umfasst dabei auch ein Gebiet, das bei den ansässigen First Nations, hier hauptsächlich den Anishinabe, von kultureller Bedeutung ist und nach einer ersten Entdeckung anschließend von ihnen bis 1954 verborgen gehalten werden konnte. Die First Nations bezeichneten die Stelle als „Kinoomaagewaabkong“, was sinngemäß als Die lehrenden Steine übersetzt werden kann.
Die Stätte gilt als von besonderem historischen Wert und wurde am 16. Juni 1980 als „Peterborough Petroglyphs“ zur National Historic Site of Canada erklärt.

## Die Petroglyphen
Der Park beherbergt weißen kristallinen Kalkstein, der auch als „weißer Marmor“ bekannt ist und im Kanadischen Schild selten ist. Hier finden sich dann auf einer Fläche von 12 mal 21 Meter rund 300 realistische Menschen- und Tierformen sowie abstrakte und symbolische Bilder. Hunderte weitere existieren hier, aber aufgrund von Verwitterung und Überlagerung bleiben sie weitgehend unbeachtet bzw. unidentifiziert. Die Schnitzereien sollen dabei zwischen 900 und 1100 n. Chr. entstanden sein. Es ist eine der größten bekannten Konzentrationen präkolumbischer Petroglyphen in Kanada.
1984–1985 wurde ein 540 Quadratmeter großes Gebäude errichtet, um die Felszeichnungen vor saurem Regen, Bewuchs und Frost sowie Vandalismus zu schützen.

## Aktivitäten
Der Park dient im Wesentlichen dem Schutz der Petroglyphen. Er bietet, außer den mit den Petroglyphen verbundenen Einrichtungen und verschiedenen Wanderrouten, keine touristische Attraktionen.